# 앤서니 첸
앤서니 첸(중국어: 陈哲艺, Anthony Chen, 1984년 4월 18일 ~ )은 싱가포르의 영화 감독, 영화 각본가, 영화 프로듀서이다.

## 작품 목록
- 일로 일로 (2013)
- 웻 시즌 (2019)
- 끝없는 폭풍의 해 (2021)
- 드리프트 (2023)
- 연동 (2023)
- 시크릿 도터 (미정)